# District de Saint-Yrieix
Le district de Saint-Yrieix est une ancienne division territoriale française du département de la Haute-Vienne de 1790 à 1795.
Il était composé des cantons de Saint Yrieix, Chalus, Laroche-l'Abeille, Magnac, Nexon et Saint Germain.